# セントラル・パーク・ノース-110丁目駅
セントラル・パーク・ノース-110丁目駅（セントラル・パーク・ノース-110ちょうめえき、英: Central Park North–110th Street）はニューヨーク市地下鉄 IRTレノックス・アベニュー線の駅である。マンハッタン区ハーレムの南端、110丁目とレノックス・アベニューの交差点にある。終日2系統と3系統が発着する。

## 駅構造
| G          | 地上階                                        | 出入口 |
| P ホーム階 | 北行線                                        | ← ウェイクフィールド-241丁目駅行き（116丁目駅） ← ハーレム-148丁目駅行き（116丁目駅）                                                                                                 |
| P ホーム階 | 島式ホーム、左側ドアが開く                    | |
| P ホーム階 | \| \| 改札口、駅員詰所、メトロカード券売機 \| | |
| P ホーム階 | 島式ホーム、左側ドアが開く                    | |
| P ホーム階 | 南行線                                        | → フラットブッシュ・アベニュー-ブルックリン・カレッジ駅行き（96丁目駅）→ 深夜帯以外：ニューロッツ・アベニュー駅行き（96丁目駅）→ 深夜帯：タイムズ・スクエア-42丁目駅行き（96丁目駅）→ |
|            | 改札口、駅員詰所、メトロカード券売機          | |

セントラル・パーク・ノース-110丁目駅は、インターボロー・ラピッド・トランジットで最初の開業区間（現在のIRTブロードウェイ-7番街線）の終端であった96丁目駅から北に分岐してレノックス・アベニュー沿いに145丁目まで延びる区間（現在のIRTレノックス・アベニュー線の一部）が開通した1904年11月23日に開業した。ホワイト・プレーンズ・ロード線はその3日後に開通している。
当駅はレノックス・アベニュー線の南端にあたり、さらに南方向にはセントラル・パークおよび104丁目の下を南西に走り、102-103丁目付近で南に曲がってIRTブロードウェイ-7番街線と合流し、同線の急行線になる。
セントラル・パーク・ノース-110丁目駅は島式ホーム1面2線を有し、ホーム北端より南端の方が広くなっている。壁面には開業当初からある垂れ下がったようにデザインされたモザイクが施してあり、ホーム中央には赤い円柱が一列に並べられている。
1998年の改築の際に、マレン・ハッシンガーの"Message from Malcolm"という作品が展示された。これはマルコム・Xの発言や著作を記したモザイクパネルからなるもので、周囲はモザイクで囲んである。

### 出入口
改札は2か所、いずれもプラットホーム階にある。常時開いているのはホーム南端側の改札で、改札機が4台とトークン・ブースが設けられている。また、幅の広い階段で西110丁目-マルコム・X・ブールバード交差点の北西角に出ることができる。ホーム中央の自動改札機からは西111丁目-マルコム・X・ブールバード交差点の北西角に出る階段に行くことができる。